# Karl Merkel (Widerstandskämpfer)
Karl Merkel (* 20. Januar 1903 in Limbach; † 28. Juli 1937 in Brunete bei Madrid) war ein deutscher Kommunist und Widerstandskämpfer gegen den Nationalsozialismus sowie Freiwilliger im Spanischen Bürgerkrieg.

## Leben
Karl Merkel wurde als Sohn eines Eisenbahners in Limbach geboren und zog wenig später mit seinen Eltern nach Alt-Saarbrücken. Nach der Schulzeit arbeitete er kurzzeitig als Bergmann und lernte Elisabeth Schommer kennen. Diese heiratete er 1924 gegen den Willen von Elisabeths Eltern, da ein Kind unterwegs war. Die beiden zogen nach Malstatt, wo er ihren Lebensunterhalt als Taxifahrer verdiente. Zudem trat er dem Roten Frontkämpferbund (RFB) der KPD bei. 1931 wurde er entlassen, da er sich betrieblich für die KPD engagierte. Als Arbeitsloser widmete er seine Zeit ganz der Politik. Die Familie lebte von Else Merkels Einkünften als Druckerin.
Karl Merkel galt in der KPD als rechte Hand von RFB-Gauführer Otto Niebergall. Sein Engagement für den in Deutschland verbotenen, aber im Saargebiet weiter bestehenden Roten Frontkämpferbund führte dazu, dass er beim Versuch der illegalen Einreise nach Deutschland bei einer Passkontrolle in Bruchmühlbach verhaftet und in Zweibrücken inhaftiert wurde. Ein Verfahren wegen Hochverrats gegen ihn wurde nach elfmonatiger Haft durch einen Amnestie-Erlass von Kurt von Schleicher fallen gelassen, und er kam frei. Während des Abstimmungskampfes im Saargebiet übernahm Merkel die Führung des RFB, nachdem Niebergall 1934 in die Sowjetunion gereist war.
Als das Abstimmungsergebnis bekannt wurde, musste Karl Merkel emigrieren, da er als vorderster Kämpfer im RFB gesucht wurde. Seine Frau blieb mit ihrem zehnjährigen Sohn im Saargebiet, während Merkel sich nach Stiring-Wendel absetzte. Merkel leitete zusammen mit Niebergall und Fritz Lenz  eine Grenzstelle der KPD. Gemeinsam mit Philipp Daub engagierte er sich in der Roten Hilfe. Zusammen mit Max Braun, Emil Kirschmann, David Meyer und Fritz Lenz leitete er eine überparteiliche Beratungsstelle für Saarflüchtlinge in Forbach.
Im August 1935 ging er nach Paris und von dort aus zusammen mit Artur Mannbar und Luise Herrmann nach Moskau an die Internationale Lenin-Schule der Kommunistischen Internationale (KomIntern). Dort nahm er als Willi Breit an verschiedenen Lehrgängen teil. Anschließend besuchte er die sowjetische Militärakademie und zog von dort aus 1937 in den Spanischen Bürgerkrieg. Im Rang eines Oberleutnants kommandierte er einen Panzer des Thälmann-Bataillons. Er fiel am 28. Juli 1937 in der Schlacht von Brunete.
Das Reichssicherheitshauptamt hatte offenbar keine Kenntnis vom Tode Merkels. Es schrieb ihn 1939 in der Sonderfahndungsliste West mit folgenden Angaben zur Fahndung aus: „Merkel, Karl, * 20. Januar 1903 in Limbach, Kraftwagenfahrer“.
Sein Sohn Heinz (* 1924) war Mitglied des Bundesausschusses zur Gründung der DKP und ab 1968 Bezirksvorsitzender der DKP-Saarland.